# Xylophanes alexandrei
Xylophanes alexandrei là một loài bướm đêm thuộc họ Sphingidae. Nó được tìm thấy ở Ecuador và Peru.